# Stężyca (Lublino)
Stężyca è un comune rurale polacco del distretto di Ryki, nel voivodato di Lublino.
Ricopre una superficie di 116,78 km² e nel 2004 contava 5 540 abitanti.